# 43669 Вінтертур
43669 Вінтертур (43669 Winterthur) — астероїд головного поясу, відкритий 15 квітня 2002 року.
Тіссеранів параметр щодо Юпітера — 3,357.
Названо на честь Вінтертура (нім. Winterthur) — міста в північній частині Швейцарії.